# SDIG
SDIG (PGC 621, ang. Sculptor Dwarf Irregular Galaxy) – karłowata galaktyka nieregularna w konstelacji Rzeźbiarza. Odkrył ją zespół astronomów z Europejskiego Obserwatorium Południowego (ESO) w 1976 roku. Galaktykę odnalazł R.M. West na zdjęciach wykonanych 22 października 1976 przy użyciu 1-metrowego teleskopu Schmidta.
Galaktyka znajduje się w odległości ok. 13,4 miliona lat świetlnych (4,1 megaparseka) od Słońca i oddala się z prędkością 221 km/s (±6 km/s). SDIG i UGCA 442 są towarzyszkami galaktyki spiralnej NGC 7793. Wszystkie trzy należą do grupy w Rzeźbiarzu.